# 葉宜津
葉宜津（1960年8月21日—）是中華民國臺南市新營區人，民主進步黨籍政治人物，現任監察委員（第6屆）。她是美國橋港大學音樂教育碩士，主修鋼琴，曾在臺南師院、臺中師院等學校擔任講師。1994年當選臺灣省議會議員，後因省虛級化而自1998年轉戰立委，自此連任達廿一年之久。2019年，葉宜津在黨內初選階段敗於前議員賴惠員，立委生涯告終。

## 早年
葉宜津出生於臺南縣新營鎮（現改制為臺南市新營區），1982年留學維也納音樂學院，後來又赴美國橋港大學研讀讀音樂教育，在1990年獲得美國橋港大學碩士學位，旋即返國。曾在國立臺南師範學院、國立臺中師範學院等學校擔任教師。1991年加入民主進步黨，也加入台灣教授協會和台灣教師聯盟，在1994年參加省議會選舉，在1994年12月以第一高票當選第十屆省議員，自此開始從政。

## 選舉紀錄
| 年度 | 選舉屆數             | 選舉區           | 所屬政黨   | 得票數  | 得票率 | 當選標記 | 備註       |
| ---- | -------------------- | ---------------- | ---------- | ------- | ------ | -------- | ---------- |
| 1994 | 第十屆臺灣省議員選舉 | 臺南縣選舉區     | 民主進步黨 | 104,359 | 19.54% |          | 全縣最高票 |
| 1998 | 第四屆立法委員選舉   | 臺南縣選舉區     | 民主進步黨 | 36,013  | 7.23%  |          |            |
| 2001 | 第五屆立法委員選舉   | 臺南縣選舉區     | 民主進步黨 | 53,896  | 10.11% |          |            |
| 2004 | 第六屆立法委員選舉   | 臺南縣選舉區     | 民主進步黨 | 33,724  | 6.64%  | 婦女保障 |            |
| 2008 | 第七屆立法委員選舉   | 臺南縣第一選舉區 | 民主進步黨 | 83,909  | 54.58% |          |            |
| 2012 | 第八屆立法委員選舉   | 臺南市第一選舉區 | 民主進步黨 | 120,623 | 63.08% |          |            |
| 2016 | 第九屆立法委員選舉   | 臺南市第一選舉區 | 民主進步黨 | 117,842 | 71.22% |          |            |

## 個人生活

### 家庭
- 父：葉棟樑，早年留學日本，有中國國民黨籍，曾任教授和在中國國民黨主政時期擔任過教育官員，包括苗栗縣政府教育局長、臺南縣政府教育局長、彰化師範大學教授、臺灣省政府教育廳督學、以及曾代表中國國民黨當選國代，在臺南縣教育界是有名的人物[2]。
- 丈夫：赵哲宏，复旦大学EMBA管理学硕士毕业。前台鹽事業法律顧問。因在2003年間赴中國上海攻讀EMBA時，填報國籍為中國，而引發爭議[3][4]。
- 弟弟：葉光章，第一金證券 前董事長

## 外部連結
- 葉宜津的Facebook專頁
- 立法院-委員簡介-葉宜津 （页面存档备份，存于）